# Frank Wiedemann
Frank Wiedemann (nacido en 1973) es un músico alemán y propietario de los sellos discográficos Innervisions y Bigamo Musik. Es popularmente conocido como integrante de Âme y también como miembro activo de los proyectos de música electrónica: A Critical Mass, Schwarzmann y Howling.

## Biografía
Wiedemann empezó como músico en varias bandas de jazz y rock en Karlsruhe a finales de los años 80. También trabajó como diseñador gráfico durante esa etapa.
Sus primeras producciones en música electrónica aparecieron a finales de la década de los 90. La canción Tranespotting de Frank Wiedemann y Stefan Lechner como Soul FC fue lanzada por Compost Recordsen noviembre de 2001.
Inició el Proyecto Âme con Kristian Beyer en 2001. Sus primeros lanzamientos fueron con Sonar Kollektiven 2002. Wiedemann fundó el sello discográfico Innervisions junto a Kristian Beyer y Dixon en 2005. Con Âme, él lanzó numerosos y destacados sencillos, EPs y remixes, como Rej en 2005 y Howling (Âme Remix) el año 2012.
Junto a Henrik Schwarz, Dixon y Kristian Beyer se desempeña como A Critical Mass. En el Jetztmusik Festival y, posteriormente, en el Ron Arad’s Curtain Call de The Roundhouseen Londres realizaron una actuación en directo para Das Cabinet des Dr. Caligari. También lanzaron un álbum que combina diferentes géneros, The Grandfather Paradox con BBE Records.
A través de esta colaboración el proyecto Schwarzmann con Henrik Schwarz evolucionó en 2011. Aunque no lanzaron nuevos álbumes, el dúo apareció en exclusivas actuaciones en directo centradas en la improvisación a base de música house y techno. Schwarz y Wiedemann invitaron a numerosos músicos (por ejemplo: Bugge Wesseltoft, Kahil El’Zabar, Ben Westbeech, Pat Thomas, Robert Owens) a una jam session de varias horas de duración. Estas Schwarzmann Soirees tuvieron lugar en el antiguo club musical Trouw de Ámsterdam y en el XJazz Festival de Berlín en 2016.
La banda Howling con el cantante y compositor australiano de nacimiento y establecido en Los Ángeles RY X se formó en 2012. Su álbum Sacred Ground se lanzó vía Monkeytown Records y Ninja Tune en 2015, después de sus actuaciones en el Sónar Barcelona, Lowlands, Pukkelpop y Panoramabar.
En el techno ballet Masse en Berghain, Wiedemann se encargó de producir la música para una de las tres partes junto a Marcel Dettmann, con la coreografía de Nadja Saidakowa y un escenario diseñado por el pintor Norbert Bisky. Los remixes fueron publicados posteriormente por Ostgut Ton.
Wiedemann empezó a producir y publicar como artista en solitario también. Para Grönland Records produjo un remix de la canción Yellow Raincoats del cantante irlandés I Have A Tribe. Su primer EP en solitario Moorthon fue lanzado por Innervisions en 2016.
Como músico en directo Wiedemann normalmente actúa a nivel mundial bajo el alias Âme (Live) en clubes de renombre como Robert Johnson o Berghain, así como en grandes festivales: Tomorrowland, Nocturnal Wonderland, Field Day, o Electric Zoo.
Wiedemann entró en repetidas ocasiones en el top 3 del Resident Advisor, que publica anualmente un top 100 de grandes éxitos de actuaciones en directo.
Sus actuaciones incluyen gran parte de improvisación.
Participa en el proyecto Circle Of Live de Sebastian Mullaert donde hasta cinco artistas especializados en música electrónica en directo se reúnen e improvisan con sus equipamientos electrónicos.
Desde 2015 Frank Wiedemann y Ry X han organizado Sacred Ground, un festival anual en las afueras de Berlín.
En 2017 Frank Wiedemann también fundó la discográfica Bigamo Musik. Un sello musical para la música electrónica más experimental que no encaja con el house de Innervisions.
Wiedemann compuso la banda sonora original y colaboró con músicos de la escena musical electrónica de Berlín para la película Symphony of Now, la cual se estrenó durante la Berlinale International Film Festival 2018. La música está basada en la película clásica de cine mudo Die Sinfonie der Großstadt de Walter Ruttman (1927). Para cada uno de los cinco actos Frank Wiedemann coescribió y actuó al lado de un colaborador, esta música fue entonces utilizada por el director Johannes Schaff para su film sobre la vida nocturna en Berlín. En el estreno de Symphony of Now los artistas interpretaron la banda sonora en directo.
En septiembre de 2018 Innervisions organizó la primera noche de música electrónica en el Royal Albert Hallde Londres. Frank Wiedemann actuó con Howling, también como Âme Live mientras Matthew Herbert y Gudrun Gut se unieron a él en sus colaboraciones individuales.

## Discografía
EP
- 2016: Moorthon EP[7]

Soundtrack
- 2018: Symphony of Now(Original Motion Picture Soundtrack)ft. Hans-Joachim Roedelius, Samon Kawamura, Gudrun Gut, Thomas Fehlmann, Modeselektor, Alex.Do

Remixes
- 2013: Howling – Shortline (Frank Wiedemann Remix)
- 2014: Alex Banks – A Matter Of Time (Frank Wiedemann Remix)
- 2014: Kalabrese – Stone On Your Back (Frank Wiedemann Remix)
- 2014: Alex Barck – Oh Africa (Frank Wiedemann Remix)
- 2015: Tiefschwarz – Do Me (Frank Wiedemann Orchestra Remix)
- 2015: I Have A Tribe – Yellow Raincoats (Frank Wiedemann Remix)
- 2015: The Legendary Lightness – Hey Ron (Frank Wiedemann Remix)
- 2016: Petar Dundov – The Lattice (Frank Wiedemann Remix)
- 2017: Toydrum – God Song (Frank Wiedemann Remix)

Álbumes de estudio con Howling
- 2015: Sacred Ground[8]

Álbumes de estudio con Âme
- 2018: Dream House[9]

Colaboraciones
- 2010: Tête (I:Cube & Frank Wiedemann) – Rotor EP
- 2012: Marcus Worgull & Frank Wiedemann – Muwekma
- 2012: Ry & Frank Wiedemann – Howling
- 2013: RY X & Frank Wiedemann pres. The Howling – Shortline EP[10]
- 2013: Marcel Dettmann & Frank Wiedemann – MenuettMasse[11]
- 2014: Marcel Dettmann & Frank Wiedemann – Masse Remixes II[12]

## Páginas Web
- Website von Innervisions
- Frank Wiedemann en Discogs(englisch)
- Frank Wiedemann en Internet Movie Database (en inglés).